# Василюк Денис Олександрович
Дени́с Олекса́ндрович Василю́к (17 січня 1993, Джанкой — 17 травня 2024) — підполковник Збройних Сил України, учасник російсько-української війни, пілот 831-ї бригади тактичної авіації. Повний кавалер ордена «За мужність». Герой України (2024, посмертно).

## Життєпис
Народився в 1993 році в м. Джанкой, АР Крим.
Навчався у Харківському національному університеті повітряних сил ім. Івана Кожедуба. 
З 2014 року був пілотом 831 бригади тактичної авіації у Миргороді. 
Брав активну участь в операції об’єднаних сил (ООС) російсько-української війни. У зв’язку з чим, став ветераном бойових дій.
З початку повномасштабного вторгнення виконував завдання на всіх напрямках фронту.
Брав активну участь у звільненні острова Зміїний.
За життя став повним кавалером ордену "За мужність".
Пілот винищувальної авіації Повітряних Сил ЗС України, начальник штабу — перший заступник командира авіаційної ескадрильї. Був справжнім професіоналом своєї справи. Від початку повномасштабного вторгнення московитів в Україну здійснив дев'яносто чотири бойових вильотів.
Загинув 17 травня 2024 року під час виконання бойового завдання на фронті.
Денис народився поблизу кримського Джанкоя недалеко від аеродрому, постійно спостерігав за літаками. Думаю, це вплинуло на його рішення стати льотчиком.
З 14-го року у Дениса був вибір - повернутися в окупований Крим, де його родичі і друзі, чи залишитися на материковій Україні. І він вибрав другий варіант. Він дуже любив небо. З навчально-тренувального літака Л-39 перейшов на бойовий літак винищувач Су-27, яким марив. Він цим пишався.
В дитинстві Денис брав участь в різних шкільних активностях, грав на гітарі та навіть спробував власні сили у боксі. 8 років займався бальними танцями. У підлітковому віці любив гірський туризм. Все, за що він брався, - у нього вдавалося. Все, чого він досягнув, - це його заслуга, завдяки власній наполегливості та харизмі.
Денис дуже любив життя, намагався насолоджуватися кожною миттю. Він був дуже мудрий, захоплювався психологією. У нього завжди були великі амбіції. Казав, що хоче бути видатною людиною, щоб допомагати іншим. Певний час навіть мріяв стати президентом.
Його ім'я в небі — FLASH
Ім'я Дениса Василюка вже саме по собі говорить про мужність, але його позивний FLASH розкриває ще глибшу суть його характеру та духу. Цей позивний був не просто випадковою назвою – це відображення того, ким він був у житті та в небі. Він отримав його не тому, що так вирішили інші, а тому що його вчинки, швидкість рішень і реакцій, його сміливість і впевненість у кожному русі змусили це ім'я закріпитися за ним назавжди. FLASH – це не лише про швидкість, це про блискавичні рішення в найкритичніші моменти, коли від його вибору залежали життя інших.
ЯК ВИНИК ПОЗИВНИЙ. У 2022 році у нього було бойове завдання зі знищення протиповітряної оборони противника. Однак, під час роботи погода раптово погіршилась. Попри це, Денис вирішив не відступати й виконати поставлене завдання до кінця. Йому довелося летіти високо через грозові хмари й в цей момент в його літак потрапив виток блискавки. Після цього тимчасово вийшли з ладу засоби навігації. Він не розгубився і знизив висоту, хоча це було дуже небезпечно. Як він казав, коли знизив висоту, то побачив вогні Краматорська, не дивлячись на ризик FLASH зміг долетіти до одного з оперативних аеродромів.
Денис був швидкий, немов блискавка. Було безліч ситуацій, коли за ним полювали ворожі літаки, засоби протиповітряної оборони, але йому завжди вдавалось маневрувати від небезпеки.

## Нагороди
- Звання Герой України з удостоєнням ордена «Золота Зірка» (2 серпня 2024) — за особисту мужність і героїзм, виявлені у захисті державного суверенітету та територіальної цілісності України, самовіддане служіння Українському народові[6].
- орден «За мужність» I ступеня (4 грудня 2023) — за самовіддане служіння Українському народові, особисту мужність, виявлену у захисті державного суверенітету та територіальної цілісності України, зразкове виконання військового обов’язку[7];
- орден «За мужність» II ступеня (13 квітня 2023) — за особисту мужність, виявлену у захисті державного суверенітету та територіальної цілісності України, самовіддане виконання військового обов’язкуі[8];
- орден «За мужність» III ступеня (12 липня 2022) — за особисту мужність і самовіддані дії, виявлені у захисті державного суверенітету та територіальної цілісності України, вірність військовій присязі[9];
- нагороджений почесним нагрудним знаком Головнокомандувача ЗСУ «Комбатантський хрест»  (12 липня 2024) –  за сумлінне виконання військового обов’язку.[10]
- медаль «За військову службу Україні» (17 червня 2022) — за особисту мужність і самовіддані дії, виявлені у захисті державного суверенітету та територіальної цілісності України, вірність військовій присязі[11].